# C'est un truc new-jersien
C'est un truc new-jersien (It's a Jersey Thing en VO) est le neuvième épisode de la saison 14 de la série télévisée South Park. Il a été diffusé sur Comedy Central aux États-Unis le 14 octobre 2010.

## Résumé
Une nouvelle famille venant du New Jersey s'installe à South Park. Sharon Marsh les invite à dîner, mais elle se rend compte que les new-jersiens sont agressifs et incontrôlables. Plus tard, dans un salon de coiffure, elle est agressée par plusieurs new-jersiennes, mais Sheila Broflovski les met en fuite. Elle explique alors qu'elle-même est originaire du New Jersey et qu'il faut se méfier des new-jersiens.
Pendant ce temps, le New Jersey commence à annexer tous les États des États-Unis et à se rapprocher du Colorado. Les habitants de South Park réagissent en expulsant les new-jersiens présents en ville et en préparant la résistance face à une offensive du New Jersey. Kyle, de son côté, voit sa partie new-jersienne commencer à se manifester, et Cartman incite alors à se méfier de lui, le considérant comme un traître potentiel. Randy Marsh cherche désespérément de l'aide. Après le refus de la Californie et de son gouverneur Arnold Schwarzenegger, il appelle au secours Oussama ben Laden et Al-Qaïda, en mettant en avant la menace universelle que le New Jersey fait peser sur le monde.
Bien décidé à tuer Kyle, Cartman l'attire avec les autres enfants dans un restaurant. Mais à l'intérieur, ils sont attaqués par un monstre new-jersien. Le caractère new-jersien de Kyle se manifeste alors à nouveau et le jeune garçon met alors en fuite la créature, sauvant Cartman d'un viol. Pendant ce temps, les défenseurs de South Park font face aux hordes de new-jersiens, mais se retrouvent à court de munitions. Ils sont heureusement sauvés in extremis par Al Quaida, qui à l'aide d'avions de ligne pilotés par des kamikazes, met en déroute les envahisseurs.
Le New Jersey a été rétabli dans ses frontières, et Kyle, désormais loin de cet État, parvient à se contrôler. Une cérémonie est organisée à South Park pour remercier, en sa présence, Oussama Ben Laden, mais elle est interrompue par un agent des forces spéciales américaines qui tue le leader terroriste. Randy s'exclame alors : "on l'a eu".